# North American F-82 Twin Mustang
El North American F-82 Twin Mustang fue un avión de combate, fabricado por el constructor aeronáutico estadounidense North American Aviation a mediados de la década de 1940, siendo un diseño derivado del caza P-51 Mustang. El Twin Mustang fue el último avión de combate con motor a pistón que entró en servicio en la Fuerza Aérea de los Estados Unidos. Fue concebido para realizar misiones como caza de escolta de largo alcance durante la Segunda Guerra Mundial en el frente del Pacífico, ya que requería un alcance mayor que en el frente europeo. Sin embargo, la guerra finalizó antes de que las primeras unidades del lote de producción fuesen operativas, por lo que durante la posguerra, su rol cambió por el de caza nocturno. Las versiones del F-82 equipadas con radar fueron empleadas de modo extenso por el Mando de Defensa Aérea, como reemplazo del caza nocturno P-61 Black Widow.

## Diseño y desarrollo
El P-51 Mustang había demostrado su excelente radio de acción, escoltando desde Gran Bretaña las formaciones de bombarderos hasta objetivos realmente lejanos en el corazón del Reich, Checoslovaquia, norte de Italia y Polonia; sin embargo, en el teatro del Pacífico se requería un alcance mucho mayor. Esta necesidad llevó al desarrollo del prototipo North American XP-82 Twin Mustang, que unía dos cazas P-51, eliminando un ala de estribor, una de babor y los estabilizadores de ambos aparatos; estas dos células se casaban mediante una sección central alar de cuerda paralela y un nuevo estabilizador común entre las dos derivas, con su correspondiente timón de profundidad. El nuevo tren de aterrizaje comprendía un aterrizador principal en cada fuselaje. La evaluación de tres prototipos indujo a las USAAF a encargar 500 cazas P-82B, de los que sólo se habían construido 20 cuando acabó la guerra. Dos ejemplares fueron convertidos en cazas nocturnos con las designaciones P-82C y P-82D, con radares SCR-720 y APS-4, respectivamente. En 1946, las USAAF firmaron un nuevo contrato por 250 P-82, que comprendía 100 cazas de escolta P-82E y 150 cazas nocturnos P-82F (100 unidades con radar APS-4) y P-82G (50 con radar SCR-20). Todas las variantes comprendidas entre las B y G fueron redenominadas F-82 en 1948; la última versión puesta en servicio fue la F-82H, una variante de invierno del F-82F/G que fue desplegada en Alaska.
Durante la guerra de Corea, los F-82, desde sus bases en el Japón, fueron los primeros aviones de la USAF en entrar en combate durante la contienda. Los tres primeros aviones derribados de la Fuerza Aérea de Corea del Norte fueron abatidos por F-82 de los Estados Unidos, siendo el primero un Yak-11 a manos del 68.º Escuadrón de Caza de la USAF, en 1950.

## Variantes

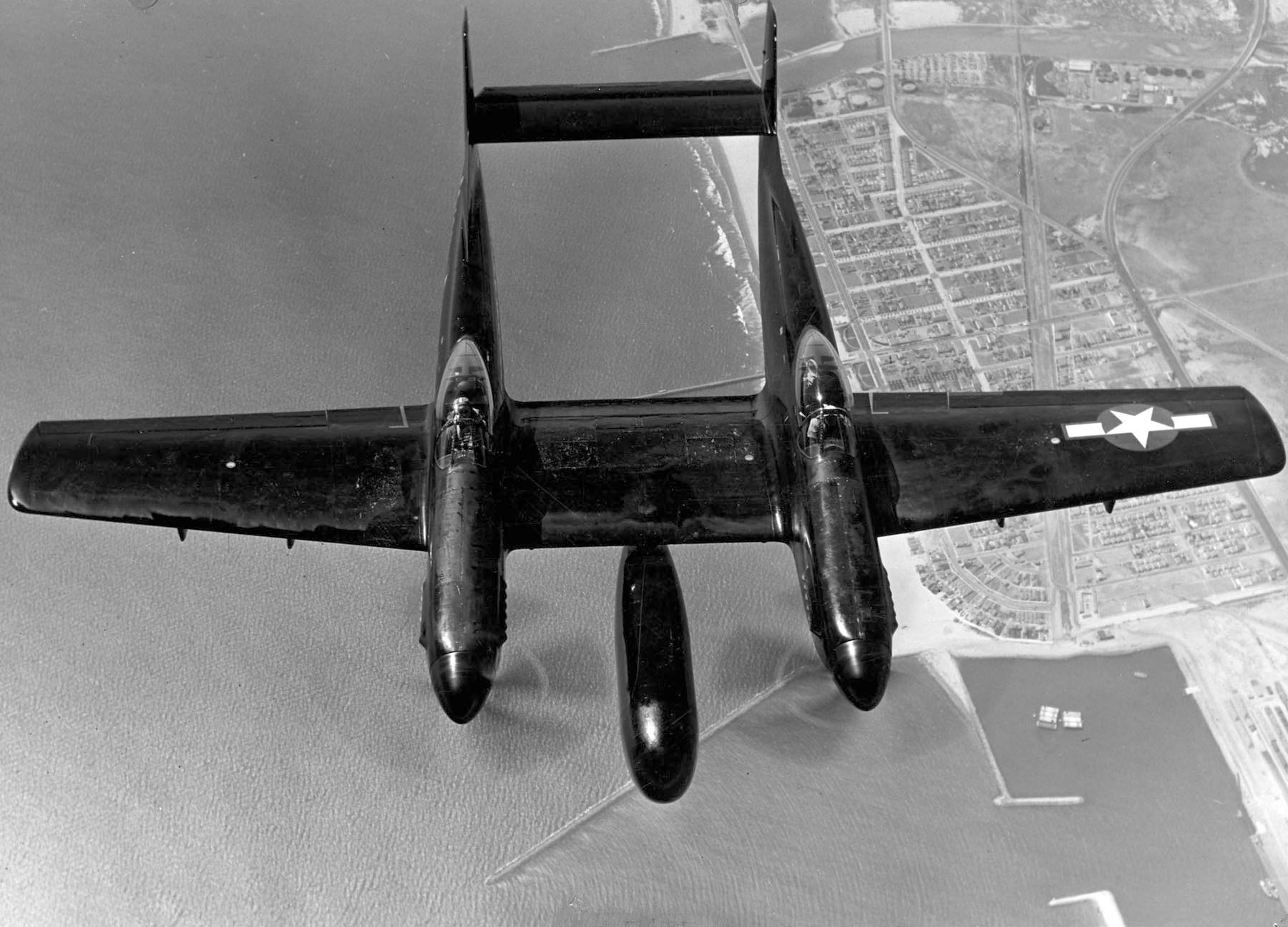
P-82C 44-65169 con esquema negro de caza nocturno. Nótese el gran bulbo que transporta la antena de radar bajo el ala.

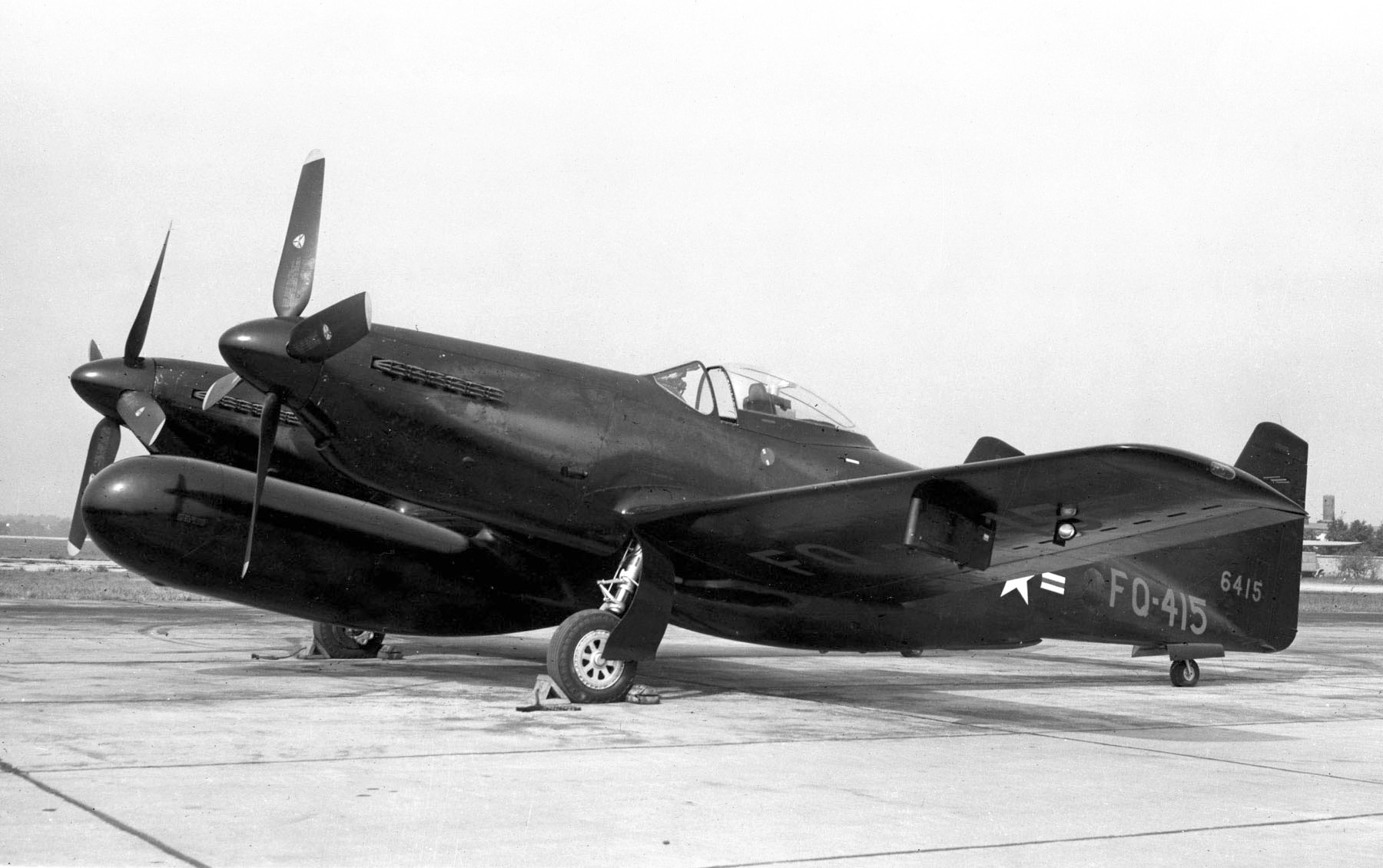
Caza nocturno North American F-82F Twin Mustang, Serial 46-415.

| Variante | Producidos | Conversiones |
| -------- | ---------- | ------------ |
| XP-82    | 2          |              |
| XP-82A   | 1          |              |
| P-82B    | 20         |              |
| P-82C    | 0          | 1            |
| P-82D    | 0          | 1            |
| F-82E    | 100        |              |
| F-82F    | 100        |              |
| F-82G    | 50         | 9            |
| F-82H    | 0          | 15           |
| TOTAL    | 273        |              |

NA-123
Diseño de Desarrollo Básico. El diseño NA-123 fue presentado por North American Aircraft a las USAAF en febrero de 1944. El diseño para el nuevo avión era de un caza de largo alcance para penetrar en profundidad en territorio enemigo. Su tarea inmediata sería escoltar los bombarderos B-29 Superfortress usados en el Teatro de Operaciones del Pacífico contra Japón. Las USAAF lo aprobaron de inmediato. Un contrato para construir y probar cuatro aviones XP-82 experimentales (designación P-82) dio paso en el mismo mes a una orden por 500 modelos de producción.
XP-82/XP-82A
Prototipo. Las USAAF aceptaron el primer XP-82 (NA-120) en agosto de 1945 y un segundo en septiembre. Ambos estaban equipados con motores Packard Merlin V-1650-23 y −25. El tercer avión experimental, designado XP-82A, tenía dos motores Allison V-1710-119. Fue aceptado en octubre de 1945. No hay evidencia de que el XP-82A volase realmente, debido a problemas con los motores Allison. El cuarto prototipo XP-82A (44-83889) fue cancelado.
P-82B
Planeada versión de producción (NA-123). Con el final de la Segunda Guerra Mundial, los planes de producción fueron recortados significativamente. En contra de los 500 P-82B inicialmente planeados, la contratación general fue finalizada el 7 de diciembre de 1945 con 270 P-82. Estaban ya incluidos 20 P-82B en la orden y fueron destinados a pruebas como P-82Z. Las USAAF aceptaron todos los P-82Z en el año fiscal de 1947. Dos aviones fueron aceptados en enero de 1946, cuatro en febrero de 1947, y 13 en marzo de 1947. Por diciembre de 1949, no había ningún P-82B (por entonces redesignados F-82B) en el inventario de la Fuerza Aérea. Estos P-82B eran básicamente similares al XP-82, pero se diferenciaban en que tenían provisión para instalarles soportes subalares.
P-82C
Versión de caza nocturno. Un P-82B (44-65169), modificado a finales de 1946 para realizar pruebas como interceptor nocturno. El P-82C presentaba una nueva góndola (bajo la sección alar central) albergando el radar SCR-720. El SCR-720 era la misma instalación de radar que se llevaba a bordo del Northrop P-61 Black Widow, un avión considerablemente mayor. La cabina de la derecha se convirtió en el puesto del operador de radar. La versión de producción fue designada P-82G.
P-82D
Versión de caza nocturna. Otro P-82B (44-65170) modificado con un radar diferente, el APS-4. El APS-4 era mucho más pequeño que el SCR-720, y operaba en la banda de 3 cm. Al igual que el P-82C, la cabina de la derecha se convirtió en el puesto del operador de radar. La versión de producción fue designada P-82F.
F-82E
Versión de caza de escolta (NA-144). El F-82E siguió al F-82B, al que se parecía mucho. Estaban equipado con dos motores de rotación contraria y refrigeración por líquido Allison V-1710-143 y V-1710-145. Los primeros cuatro F-82E fueron redesignados como F-82A y fueron destinados a pruebas de motores. Tras retrasos en la producción debidos a problemas de motores y pruebas adicionales, los F-82E entraron en servicio operacional en mayo de 1948. La Fuerza Aérea aceptó 72 F-82E en el año fiscal de 1948 (entre enero y junio de 1948), y 24 en el año fiscal de 1949 (22 en julio de 1948, uno en octubre, y uno en diciembre).
F-82F/G/H
Versiones de caza nocturna. Una góndola por debajo del ala central que albergaba el equipo de radar (AN/APG-28 del F-82F (NA-149) y SCR-720C18 del F-82G (NA-150)); piloto automático; y un operador de radar reemplazando al segundo piloto. Cuando fue añadido el equipo invernal en los F o G, se convirtió en el F-82H. Entró en servicio operacional en septiembre de 1948. Un F-82G fue aceptado en el año fiscal de 1948 (febrero de 1948), todos los demás F-82 (modelos F, G y H) en el año fiscal de 1949. El último F-82G y seis F-82H de equipo invernal fueron recibidos en marzo de 1949.

## Operadores
Estados Unidos
- Fuerzas Aéreas del Ejército de los Estados Unidos
- Fuerza Aérea de los Estados Unidos

## Especificaciones (F-82G)
Referencia datos: The Concise Guide to American Aircraft of World War II,

### Características generales
- Tripulación: Dos (pilotos)
- Longitud: 12,9 m (42,4 ft)
- Envergadura: 15,6 m (51,2 ft)
- Altura: 4,2 m (13,8 ft)
- Superficie alar: 37,9 m² (408 ft²)
- Peso vacío: 7256 kg (15 992,2 lb)
- Peso cargado: 11 608
- Planta motriz: 2× motor lineal V12 sobrealimentado de refrigeración líquida Allison V-1710-143/145 (giro a izquierdas/derechas).
  - Potencia: 1680 kW (2316 HP; 2285 CV) cada uno.
- Hélices: 1× Aeroproducts A-542F-D1 cuatripala de velocidad constante y totalmente abanderable por motor.
- Diámetro de la hélice: 3,33 m

### Rendimiento
- Velocidad máxima operativa (Vno): 742 km/h a 6400 m (21 000 pies)
- Velocidad crucero (Vc): 460 km/h (286 MPH; 248 kt)
- Alcance: 3600 km (1944 nmi; 2237 mi)
- Techo de vuelo: 11 900 m (39 042 ft)

### Armamento
- Ametralladoras: 

  - 6x Browning M3 de 12,7 mm (.50); 400 proyectiles por arma interna y 270 por arma externa
- Bombas: 4000 lb (1800 kg) de bombas en soportes subalares
- Cohetes: 

  - 25 cohetes de 127 mm

## Aeronaves relacionadas

### Desarrollos relacionados
- North American P-51 Mustang

### Aeronaves similares
- Heinkel He 219
- Messerschmitt Bf 109Z "Zwilling"
- Messerschmitt Me 609
- Grumman F7F Tigercat
- Lockheed XP-58 Chain Lightning
- Northrop P-61 Black Widow
- Mitsubishi Ki-83
- Savoia-Marchetti SM.92
- de Havilland Hornet

### Secuencias de designación
- Secuencia NA-_ (interna de North American): ← NA-117 - NA-118 - NA-119 - NA-120 - NA-121 - NA-122 - NA-123 - NA-124 - NA-125 - NA-126 - NA-141 - NA-142 - NA-143 - NA-144 - NA-145 - NA-146 - NA-147 - NA-148 - NA-149 - NA-150 - NA-151 - NA-152 - NA-153 →
- Secuencia P-_ (Cazas (Pursuit) del USAAC/USAAF/USAF, 1924-1962): ← XP-79 - P-80/F-80 - XP-81 - P-82/F-82 - XP-83 - F-84/F/H - F-85 →